# 向井輝美
向井 輝美（むかい てるみ、1929年9月19日 - 1990年4月20日）は、日本の遺伝学者。

## 生涯
山口県出身。山口県立豊浦高等学校、京都大学農学部卒業。1964年理学博士（東京都立大学 (1949-2011)）「キイロショウジョウバエにおける自然集団の遺伝的構成 : 生存力を支配するポリジーンの突然変異率」。国立遺伝学研究所研究員、ノースカロライナ州立大学教授などを経て、1975年九州大学理学部教授。
ショウジョウバエ自然集団の遺伝学的構造の研究で、1966年日本遺伝学会賞、1990年日本学士院エジンバラ公賞受賞。

## 著書
- 『集団遺伝学』講談社
- 『集団遺伝学入門』（訳） 培風館
- 『分子進化の中立説』（共著） 紀伊国屋書店